# Nassira Traoré
Pour les articles homonymes, voir Traoré.
Nassira Traoré, née le 28 octobre 1988 à Bamako, est une joueuse malienne de basket-ball, évoluant au poste d'ailière.

## Palmarès
- Médaille d'or des Jeux africains de 2015
- Médaille de bronze au championnat d'Afrique 2009
- Médaille de bronze au championnat d'Afrique 2021
- Médaille de bronze au championnat d'Afrique 2011
- Médaille de bronze au championnat d'Afrique 2017 au Mali
- Médaille de bronze au championnat d'Afrique 2019